# Cobubatha inquaesita
Cobubatha inquaesita là một loài bướm đêm trong họ Noctuidae.